# 다산북스
다산북스는 대한민국의 출판사이다. 다산 정약용의 애민정신과 실사구시를 시대정신으로 담아 2004년 2월 첫 출발을 내디뎠다.
다산북스는 가장 빠른 기간 내에 국내 TOP 10 출판사 반열에 올랐으며, "The Joy of Story"라는 미션 아래 창조적 컨셉 능력을 발휘하여 출판 산업을 이끄는 선도 기업이다.

## 연혁
- 2025년

전라남도도립도서관 선정 올해의 책 『최악의 최애』(어린이), 『열다섯에 곰이라니』(청소년)

- 2024년

『작은 땅의 야수들』김주혜 작가 톨스토이문학상 해외문학부문 수상

『이처럼 사소한 것들』예스24, 알라딘, 밀리의 서재 '올해의 책' 1위

『이처럼 사소한 것들』교보문고‘소설가 50인이 뽑은 올해의 소설’선정

『이처럼 사소한 것들』동아일보, 매일경제, 한겨례일보 선정 '올해의 책'

『찬란한 멸종』한국출판문화상 선정 '올해의 교양서'

"이상문학상" 문학상 및 출판사업 업무협약

유튜브 '교양만두' 100만 구독자 달성

- 2023년

국립중앙도서관 납본 유공자 표창

한국노인종합복지관협회 MOU 체결

故 박경리 작가 『토지』 및 단행본 출간 업무 협약

디케의 눈물』 알라딘 올해의 책 선정

- 2022년

대한민국 일자리 으뜸기업 선정 (대통령 표창)

『내가 틀릴 수도 있습니다』 예스24 올해의 책 선정

『어린이를 위한 역사의 쓸모』 예스24 올해의 책 선정

『웰씽킹』 예스24 올해의 책 선정

- 2021년

고창신재효문학상 출판 업무 협약 체결

워라밸제도(단축근무제) 시행

다산콘텐츠그룹, 본사 신사옥 완공·이전

- 2020년

한국아동복지협회 도서 기증 협약 체결

『내가 원하는 것을 나도 모를 때』 예스24 올해의 책 선정

『애쓰지 않고 편안하게』 예스24 올해의 책 선정

『부의 확장』 교보문고 올해의 책 선정

『who? 시리즈』 10년 연속 교육 브랜드 대상 수상 (2011~2020)

- 2019년

『역사의 쓸모』 예스24 올해의 책 선정

『who? 시리즈』 9년 연속 교육 브랜드 대상 수상, 850만부 판매 돌파

전북사대부고 다산 아카데미 개관

KBS 2TV <동행> 프로그램 학습 도서 후원 사업

SK와이번스 협약 체결, 인천아동복지협회 보육시설 공부방 개관

- 2018년

『who? 시리즈』 8년 연속 교육 브랜드 대상 수상

진안군 도서 기증 협약 체결

- 2017년

익산시 도서지원 협약 체결

『4차 산업혁명 이미 와 있는 미래』 예스24 올해의 책 선정

『보노보노처럼 살다니 다행이야』 예스24 올해의 책 선정

『who? 시리즈』 7년 연속 교육 브랜드 대상 수상

- 2016년

고창시 도서지원 협약 체결

『할머니가 미안하다고 전해달랬어요』 예스24 올해의 책 선정

본사 이전 (파주시 회동길 357 2층, 3층)

『덕혜옹주』 영화 개봉

- 2015년

기업부설연구소 인정 (한국산업기술진흥협회)

『오베라는 남자』 예스24 올해의 책 선정

- 2014년

국방부 30억 상당 32만권 도서 기증 (2012~2014)

『개를 훔치는 완벽한 방법』 영화 개봉

- 2013년

마포 서교동 사옥 준공

모범 납세자상 수상 (파주시)

- 2012년

본사 이전 (파주 사옥)

기술·경영 혁신형 기업 인증

모범 납세자상 수상

우수 중소기업상 수상

기술보증기금 Vision Club 회원사 가입

전라북도·전주MBC 소외계층 대상 '희망보따리' 기증 사업

- 2011년

벤처기업 (KIBO) 선정

고양시 저소득층 대상 '책나눔 캠페인' 기증 사업

경기도청 소외계층 대상 기증 사업

『who? 시리즈』 소년한국일보 우수어린이도서, 어린이문화진흥회 좋은어린이책 선정

- 2010년

경영혁신형 기업인증

모범 납세자 선정 (서울시)

『who? 시리즈』 미국 초등학교 부교재 채택, 전 세계 9개국 수출

『덕혜옹주』 예스24 올해의 책 선정

- 2009년

본사 사옥 이전

모범 납세자 선정 (서울시)

『4개의 통장』 예스24 올해의 책 선정

- 2008년

올해의 출판인상 수상 (한국출판협동조합)

출판저작권 수출상 수상 (한국문학번역원)

우수교양도서 선정

『리버보이』 예스24 올해의 책 선정

- 2006년

㈜다산북스 법인전환

조이브랜드 대상 수상

『조선을 뒤흔든 16가지 살인사건』 예스24 올해의 책 선정

- 2005년

『조선 왕 독살 사건』 이머징 히트상품 선정

- 2004년

다산북스 설립

## 출판 브랜드
- 다산북스
- 다산라이프
- 다산책방
- 놀
- 다산초당
- 다산지식하우스
- 다산에듀
- 다산사이언스
- 비욘드올
- 오브제
- 다산어린이
- 몬스터
- 블라썸/라비앙